# Steal Princess
Steal Princess (スティールプリンセス～盗賊皇女～, Steal Princess ~Tōzoku Ōjo~) est un jeu vidéo de plates-formes et de puzzle développé par Climax Entertainment et sorti en 2008 sur Nintendo DS.

## Accueil
- IGN : 6,7/10[1]